# Taça de Portugal de Hóquei em Patins de 2014–15
A Taça de Portugal de Hóquei em Patins 2014–15 foi a 42ª edição da Taça de Portugal de Hóquei em Patins, a segunda competição mais importante do calendário nacional de hóquei em patins.
À semelhança das épocas anteriores, consistiu em 6 eliminatórias a 1 só mão (disputadas sempre em cada do clube da divisão inferior) que conduziram à final-four.
Além dos clubes dos campeonatos nacionais (1ª, 2ª e 3ª Divisões) puderam participar as equipas Distritais/Regionais que se inscreveram. A prova deste ano contou com 2 equipas dos Distritais: FC Alverca (Lisboa) e AD "Os Prfetas" (Madeira).

## 1ª Eliminatória
Nesta eliminatória participaram os clubes da 3ª Divisão, num total de 36 (todos com excepção das equipas B), divididos em 2 zonas: Norte e Sul.
Os jogos foram disputados a 16 de Novembro de 2014.
| 1ª Divisão | 2ª Divisão | 3ª Divisão | Distritais | Total   |
| ---------- | ---------- | ---------- | ---------- | ------- |
| 14 / 14    | 29 / 29    | 34 / 34    | 2 / 2      | 79 / 79 |

| J          | Visitado                | Res | Visitante       |
| ---------- | ----------------------- | --- | --------------- |
| Zona Norte |                         |     |                 |
| 1          | Estrela Vigorosa S.     | 3–7 | AD Penafiel     |
| 2          | FC Oliveira do Hospital | 3–5 | SC Marinhanense |
| 3          | CART/Superinertes       | 3–2 | HC Paço de Rei  |

| Clubes Isentos | Clubes Isentos        |
| Nº             | Clube                 |
| Zona Norte     | Zona Norte            |
| -------------- | --------------------- |
| 7              | CP Sobreira           |
| 8              | Académico FC          |
| 9              | CA Feira              |
| 10             | AA Coimbra            |
| 11             | Óla Mouriz ACDR       |
| 12             | CCD Ancorense         |
| 13             | HC Ponta Delgada      |
| 14             | HC Fão                |
| 15             | SC Beira Mar          |
| 16             | ACR Pessegueiro Vouga |
| 17             | ACD Vila Boa Bispo    |
| 18             | Boavista FC           |

| J        | Visitado         | Res | Visitante      |
| -------- | ---------------- | --- | -------------- |
| Zona Sul |                  |     |                |
| 4        | AD "Os Profetas" | 4–5 | GRF Murches    |
| 5        | CD Boliqueime    | 7–2 | ACR Santa Cita |
| 6        | SC Torres        | 4–3 | CF Estremoz    |

| Clubes Isentos | Clubes Isentos      |
| Nº             | Clube               |
| Zona Sul       | Zona Sul            |
| -------------- | ------------------- |
| 19             | HC Santarém         |
| 20             | FC Castrense        |
| 21             | CA Campo de Ourique |
| 22             | HC Santiago         |
| 23             | FC Alverca          |
| 24             | Juv. Ouriense       |
| 25             | HC Portimão         |
| 26             | GDS Cascais         |
| 27             | AC Tojal            |
| 28             | CP Beja             |
| 29             | Parede FC           |
| 30             | CS Marítimo         |

## 2ª Eliminatória
Nesta eliminatória participaram os clubes das 2ª e 3ª Divisões, num total de 59 divididos em 2 zonas: Norte e Sul.
Os jogos foram disputados a 13 de Dezembro de 2014.
| 1ª Divisão | 2ª Divisão | 3ª Divisão | Distritais | Total   |
| ---------- | ---------- | ---------- | ---------- | ------- |
| 14 / 14    | 29 / 29    | 29 / 34    | 1 / 2      | 73 / 79 |

| Zona Norte | Zona Norte         | Zona Norte | Zona Norte     | Zona Norte | Zona Norte            |
| J          | Visitado           | Div        | Res            | Div        | Visitante             |
| ---------- | ------------------ | ---------- | -------------- | ---------- | --------------------- |
| 1          | CART/Superinertes  | 3ª         | 4-4 (0-2 g.p.) | 2ª         | HC Mealhada           |
| 2          | ACD Vila Boa Bispo | 3ª         | 4-7            | 2ª         | CD Cucujães           |
| 3          | CA Feira           | 3ª         | 3-7            | 2ª         | CRPF Lavra            |
| 4          | CCD Ancorense      | 3ª         | 6-3            | 2ª         | Inf. Sagres           |
| 5          | HC Fão             | 3ª         | 9-1            | 3ª         | SC Beira Mar          |
| 6          | AD Penafiel        | 3ª         | 6-9            | 2ª         | Juv. Pacense          |
| 7          | SC Marinhanense    | 3ª         | 3-6            | 2ª         | EL Azeméis            |
| 8          | CP Sobreira        | 3ª         | 7-6            | 2ª         | AA Espinho            |
| 9          | ACR Gulpilhares    | 2ª         | 1-6            | 2ª         | Valença HC            |
| 10         | HC Ponta Delgada   | 3ª         | 1-2            | 2ª         | HC Marco              |
| 11         | Famalicense AC     | 2ª         | 4-4 (4-5 g.o)  | 2ª         | HC Braga              |
| 12         | Académico FC       | 3ª         | 5-4            | 3ª         | ACR Pessegueiro Vouga |
| 13         | AA Coimbra         | 3ª         | 18-2           | 3ª         | Olá Mouriz ACDR       |
| 14         | Boavista FC        | 3ª         | 2-4            | 2ª         | Riba d'Ave HC         |
| 15         | HA Cambra          | 2ª         | 9-5            | 2ª         | GDC Fânzeres          |

| Zona Sul | Zona Sul            | Zona Sul | Zona Sul      | Zona Sul | Zona Sul            |
| J        | Visitado            | Div      | Res           | Div      | Visitante           |
| -------- | ------------------- | -------- | ------------- | -------- | ------------------- |
| 16       | HC Santiago         | 3ª       | 9-4           | 2ª       | UF Entroncamento    |
| 17       | A Alcobacense       | 2ª       | 5-4           | 2ª       | Juv. Salesiana      |
| 18       | HC Portimão         | 3ª       | 3-12          | 2ª       | Marítimo SC         |
| 19       | CS Marítimo         | 3ª       | 3-4           | 2ª       | SC Tomar            |
| 20       | GDS Cascais         | 3ª       | 6-9           | 2ª       | S. Alenquer Benfica |
| 21       | GFR Murches         | 3ª       | 4-3           | 2ª       | Biblioteca IR       |
| 22       | Juv. Ouriense       | 3ª       | 2-2 (2-3 g.o) | 2ª       | HC Vasco da Gama    |
| 23       | CA Campo de Ourique | 3ª       | 6-3           | 3ª       | SC Torres           |
| 24       | HC Santarém         | 3ª       | 2-15          | 2ª       | UD Nafarros         |
| 25       | FC Alverca          | D        | 3-2           | 3ª       | FC Castrense        |
| 26       | CD Boliqueime       | 3ª       | 3-6           | 2ª       | HC Sintra           |
| 27       | Parede FC           | 3ª       | 2-6           | 2ª       | AE Física D         |
| 28       | AC Tojal            | 3ª       | 5-5 (6-5 g.o) | 2ª       | HCP Grândola        |
| 29       | CP Beja             | 3ª       | 2-3           | 2ª       | AD Oeiras           |
| 30       | GD Sesimbra         | 2ª       | Isento        | Isento   | Isento              |

## 3ª Eliminatória
Nesta eliminatória participaram vencedores da 2ª Eliminatória, num total de 30 dividos em 2 zonas: Norte e Sul.
Os jogos foram disputados a 17 de Janeiro de 2015.
| 1ª Divisão | 2ª Divisão | 3ª Divisão | Distritais | Total   |
| ---------- | ---------- | ---------- | ---------- | ------- |
| 14 / 14    | 20 / 29    | 9 / 34     | 1 / 2      | 44 / 79 |

| Zona Norte | Zona Norte    | Zona Norte | Zona Norte   | Zona Norte | Zona Norte  |
| J          | Visitado      | Div        | Res          | Div        | Visitante   |
| ---------- | ------------- | ---------- | ------------ | ---------- | ----------- |
| 1          | HC Mealhada   | 2ª         | 1-2          | 2ª         | Valença HC  |
| 2          | CCD Ancorense | 3ª         | 4-4 (2–1 gp) | 3ª         | AA Coimbra  |
| 3          | Riba d'Ave HC | 2ª         | 3-4          | 2ª         | EL Azeméis  |
| 4          | HC Fão        | 3ª         | 6-10         | 2ª         | CD Cucujães |
| 5          | Académico FC  | 3ª         | 4-7          | 3ª         | CP Sobreira |
| 6          | HA Cambra     | 2ª         | 5-3          | 2ª         | CRPF Lavra  |
| 7          | HC Braga      | 2ª         | Isento       | Isento     | Isento      |
| 8          | Juv. Pacense  | 2ª         | Isento       | Isento     | Isento      |
| 9          | HC Marco      | 2ª         | Isento       | Isento     | Isento      |

| Zona Sul | Zona Sul            | Zona Sul | Zona Sul | Zona Sul | Zona Sul         |
| J        | Visitado            | Div      | Res      | Div      | Visitante        |
| -------- | ------------------- | -------- | -------- | -------- | ---------------- |
| 10       | UD Nafarros         | 2ª       | 1-4      | 2ª       | SC Tomar         |
| 11       | FC Alverca          | D        | 5-7      | 2ª       | HC Vasco da Gama |
| 12       | AE Física D         | 2ª       | 3-2      | 2ª       | AD Oeiras        |
| 13       | HC Santiago         | 3ª       | 2-7      | 2ª       | GD Sesimbra      |
| 14       | AC Tojal            | 3ª       | 6-5      | 3ª       | GFR Murches      |
| 15       | CA Campo de Ourique | 3ª       | 3-5      | 2ª       | A Alcobacense    |
| 16       | HC Sintra           | 2ª       | Isento   | Isento   | Isento           |
| 17       | Marítimo SC         | 2ª       | Isento   | Isento   | Isento           |
| 18       | S. Alenquer Benfica | 2ª       | Isento   | Isento   | Isento           |

## Dezasseis-avos de Final
Nesta eliminatória participaram os 18 vencedores da 3ª Eliminatória, aos quais se juntaram os 14 clubes da 1ª Divisão.
Os jogos foram disputados a 14 de Fevereiro de 2015.
| 1ª Divisão | 2ª Divisão | 3ª Divisão | Distritais | Total   |
| ---------- | ---------- | ---------- | ---------- | ------- |
| 14 / 14    | 15 / 29    | 3 / 34     | 0 / 2      | 32 / 79 |

| J  | Visitado            | Div | Res            | Div | Visitante      |
| -- | ------------------- | --- | -------------- | --- | -------------- |
| 1  | CD Cucujães         | 2ª  | 5-6            | 1ª  | OC Barcelos    |
| 2  | CP Sobreira         | 3ª  | 1-3            | 2ª  | A Alcobacense  |
| 3  | HA Cambra           | 2ª  | 7-4            | 1ª  | HC Os Tigres   |
| 4  | UD Oliveirense      | 1ª  | 7-6            | 1ª  | FC Porto       |
| 5  | HC Braga            | 2ª  | 4-3            | 1ª  | CH Carvalhos   |
| 6  | Paço d'Arcos        | 1ª  | FC-V[a]        | 1ª  | Juv. Viana     |
| 7  | HC Marco            | 2ª  | 4-4 (4-5 g.o.) | 2ª  | GD Sesimbra    |
| 8  | SC Tomar            | 2ª  | 3-3 (4-3 g.o.) | 1ª  | AD Sanjoanense |
| 9  | HC Vasco da Gama    | 2ª  | 1-10           | 1ª  | SL Benfica     |
| 10 | S. Alenquer Benfica | 2ª  | 2-3            | 1ª  | CD Póvoa       |
| 11 | HC Sintra           | 2ª  | 2-2 (2-3 g.o.) | 1ª  | Candelária SC  |
| 12 | Marítimo SC         | 2ª  | 1-4            | 2ª  | Juv. Pacense   |
| 13 | CCD Ancorense       | 3ª  | 7-2            | 3ª  | AC Tojal       |
| 14 | EL Azeméis          | 2ª  | 5-6            | 1ª  | Sporting CP    |
| 15 | Valença HC          | 2ª  | 2-3            | 1ª  | AD Valongo     |
| 16 | AE Física D         | 2ª  | 3-6            | 1ª  | HC Turquel     |

[a] ^ Paço d'Arcos punido com falta de comaprência por não ter apresentado policiamento

## Oitavos de Final
| 1ª Divisão | 2ª Divisão | 3ª Divisão | Distritais | Total   |
| ---------- | ---------- | ---------- | ---------- | ------- |
| 9 / 14     | 6 / 29     | 1 / 34     | 0 / 2      | 16 / 79 |

|  | Oitavas de final    | Oitavas de final    |                   |   | Quartas de final | Quartas de final |  |  | Semifinais | Semifinais |  |  | Final | Final |
|  |                     |                     |                   |   |                  |                  |  |  |            |            |  |  |       |       |
|  | 14 Março            |                     |                   |   |                  |                  |  |  |            |            |  |  |       |       |
|  |                     |                     |                   |   |                  |                  |  |  |            |            |  |  |       |       |
|  | GD Sesimbra (2ª)    | 1                   |                   |   |                  |                  |  |  |            |            |  |  |       |       |
|  | GD Sesimbra (2ª)    | 1                   | 11 Abril          |   |                  |                  |  |  |            |            |  |  |       |       |
|  | HC Turquel (1ª)     | 5                   |                   |   |                  |                  |  |  |            |            |  |  |       |       |
|  | HC Turquel (1ª)     | 5                   | HC Turquel (1ª)   | 1 |                  |                  |  |  |            |            |  |  |       |       |
|  | 14 Março            |                     | HC Turquel (1ª)   | 1 |                  |                  |  |  |            |            |  |  |       |       |
|  |                     | OC Barcelos (1ª)    | 5                 |   |                  |                  |  |  |            |            |  |  |       |       |
|  | OC Barcelos (1ª)    | OC Barcelos (1ª)    | 5                 | 3 |                  |                  |  |  |            |            |  |  |       |       |
|  | OC Barcelos (1ª)    |                     | 23 Maio           | 3 |                  |                  |  |  |            |            |  |  |       |       |
|  | CD Póvoa (1ª)       | 2                   |                   |   |                  |                  |  |  |            |            |  |  |       |       |
|  | CD Póvoa (1ª)       | 2                   | OC Barcelos       | 2 |                  |                  |  |  |            |            |  |  |       |       |
|  | 14 Março            |                     | OC Barcelos       | 2 |                  |                  |  |  |            |            |  |  |       |       |
|  |                     | SL Benfica          | 3                 |   |                  |                  |  |  |            |            |  |  |       |       |
|  | Juv. Pacense (2ª)   | SL Benfica          | 3                 | 4 |                  |                  |  |  |            |            |  |  |       |       |
|  | Juv. Pacense (2ª)   | 11 Abril            |                   | 4 |                  |                  |  |  |            |            |  |  |       |       |
|  | Candelária SC (1º)  | 2                   |                   |   |                  |                  |  |  |            |            |  |  |       |       |
|  | Candelária SC (1º)  | 2                   | Juv. Pacense (2ª) | 4 |                  |                  |  |  |            |            |  |  |       |       |
|  | 14 Março            |                     | Juv. Pacense (2ª) | 4 |                  |                  |  |  |            |            |  |  |       |       |
|  |                     | SL Benfica (1ª)     | 11                |   |                  |                  |  |  |            |            |  |  |       |       |
|  | A Alcobacense (2ª)  | SL Benfica (1ª)     | 11                | 1 |                  |                  |  |  |            |            |  |  |       |       |
|  | A Alcobacense (2ª)  |                     | 24 Maio           | 1 |                  |                  |  |  |            |            |  |  |       |       |
|  | SL Benfica (1ª)     | 11                  |                   |   |                  |                  |  |  |            |            |  |  |       |       |
|  | SL Benfica (1ª)     | 11                  | SL Benfica        | 3 |                  |                  |  |  |            |            |  |  |       |       |
|  | 14 Março            |                     | SL Benfica        | 3 |                  |                  |  |  |            |            |  |  |       |       |
|  |                     | Sporting CP         | 0                 |   |                  |                  |  |  |            |            |  |  |       |       |
|  | CCD Ancorense (3ª)  | Sporting CP         | 0                 | 5 |                  |                  |  |  |            |            |  |  |       |       |
|  | CCD Ancorense (3ª)  | 11 Abril            |                   | 5 |                  |                  |  |  |            |            |  |  |       |       |
|  | SC Tomar (2ª)       | 11                  |                   |   |                  |                  |  |  |            |            |  |  |       |       |
|  | SC Tomar (2ª)       | 11                  | SC Tomar (2ª)     | 4 |                  |                  |  |  |            |            |  |  |       |       |
|  | 14 Março            |                     | SC Tomar (2ª)     | 4 |                  |                  |  |  |            |            |  |  |       |       |
|  |                     | UD Oliveirense (1ª) | 6                 |   |                  |                  |  |  |            |            |  |  |       |       |
|  | HA Cambra (2ª)      | UD Oliveirense (1ª) | 6                 | 5 |                  |                  |  |  |            |            |  |  |       |       |
|  | HA Cambra (2ª)      |                     | 23 Maio           | 5 |                  |                  |  |  |            |            |  |  |       |       |
|  | UD Oliveirense (1ª) | 7                   |                   |   |                  |                  |  |  |            |            |  |  |       |       |
|  | UD Oliveirense (1ª) | 7                   | UD Oliveirense    | 1 |                  |                  |  |  |            |            |  |  |       |       |
|  | 14 Março            |                     | UD Oliveirense    | 1 |                  |                  |  |  |            |            |  |  |       |       |
|  |                     | Sporting CP         | 4                 |   |                  |                  |  |  |            |            |  |  |       |       |
|  | Sporting CP (1ª)    | Sporting CP         | 4                 | 4 |                  |                  |  |  |            |            |  |  |       |       |
|  | Sporting CP (1ª)    | 11 Abril            |                   | 4 |                  |                  |  |  |            |            |  |  |       |       |
|  | Juv. Viana (1ª)     | 4                   |                   |   |                  |                  |  |  |            |            |  |  |       |       |
|  | Juv. Viana (1ª)     | 4                   | Sporting CP (1ª)  | 4 |                  |                  |  |  |            |            |  |  |       |       |
|  | 14 Março            |                     | Sporting CP (1ª)  | 4 |                  |                  |  |  |            |            |  |  |       |       |
|  |                     | AD Valongo (1ª)     | 2                 |   |                  |                  |  |  |            |            |  |  |       |       |
|  | HC Braga (2ª)       | AD Valongo (1ª)     | 2                 | 6 |                  |                  |  |  |            |            |  |  |       |       |
|  | HC Braga (2ª)       |                     |                   | 6 |                  |                  |  |  |            |            |  |  |       |       |
|  | AD Valongo (1ª)     | 6                   |                   |   |                  |                  |  |  |            |            |  |  |       |       |
|  | AD Valongo (1ª)     | 6                   |                   |   |                  |                  |  |  |            |            |  |  |       |       |